# Pucciphippsia vacillans
× Pucciphippsia vacillans — вид трав'янистих рослин родини Тонконогові (Poaceae). Поширений в арктичних областях Північної Америки та Європи.

## Таксономічні примітки
Phippsia algida x Puccinellia vahliana.

## Опис
Це багаторічні поодинокі трав'янисті рослини, які ростуть у щільних або вільних купинах. Купини 5–15 см в діаметрі або більш розсіяні й значно більші в мохових килимах. Основа пагонів з твердою оболонкою з білуватих, зів'ялих листків. Стебла 4–12 см, прямостійні, голі й гладкі. Листки гладкі й голі. Прикореневі листи 2–5(10) см завдовжки, 0.8–1.2 мм ширини, звужуються в дистальній частині. Стеблових листків 1–2, схожі на базальні, але коротші. Лігули 0.8–2.3 мм, гострі.
Одиниці суцвіття Poaceae — колоски, майже завжди численні в волотях або колосовидих суцвіттях. Колоски складаються з 2-х лусок (приквітки для колоска) і одної або кількох квіток. Квітки містять леми (нижні квіткові луски) і верхні квіткові луски.
Суцвіття — відкриті або щільні волоті, (1.5)2–3.5(4) см завдовжки, займаючи 1/3–1/2 від довжини стебла, яйцевиді, як правило, з сильним відтінком фіолетового кольору. Волоті з 5–7 вузлами з 5–8(9) гілочками в кожному з нижніх вузлів. Гілочки висхідні або, рідко, розлогі, 8–25 мм, з кількома колосками (6–8 на довгих гілках). Колоски 1.5–2.3 × 0.5–0.8 мм, у понад 2 рази більші в довжину ніж у шир, з (1)2(4) квітками, як правило, 2 розвинених і 1–2 зародкових квіток. Приквітки (луски і леми) з закругленими спинками. Луски маленькі, з нечіткою серединною жилкою, з темно-пурпурової серединою й широким золотисто-жовтим краєм напівпрозорим до вершини. Нижня луска 0.3–0.6 мм; верхня — 0.8–1.1 мм. Леми 1.5–2 × 0.4–0.6 мм, вузько яйцеподібні або оберненояйцеподібні, усічені або гострі, з (1)3 жилками, густо опушені короткими жорсткими волосками на й між жилками до приблизно 1/2 їхньої довжини; середня частина леми глибоко фіолетова з широким золотисто-жовтим напівпрозорим краєм. Верхні квіткові луски трохи коротші ніж леми, 1.2–2.0 мм. Тичинок 2–3. Пиляки пр. 0.7 мм завдовжки, але зморщені (нефункціональні). Плоди не розвиваються.

## Відтворення
Немає насіннєвого розмноження. Обмежене й місцеве вегетативне розмноження шляхом фрагментації купини помічене в дуже просторих купинах у глибоких, вологих мохових килимах.

## Поширення
До 1960-х років, Pucciphippsia vacillans вважався обмеженим а. Шпіцберген і Новою Землею. Hedberg (1962) повідомив про зростання на Канадському Арктичному архіпелазі. З тих пір вид було виявлено в кількох місцях у Канаді й одному місці в Гренландії.
Зростає на відкритій або частіше замшілий, дрібнозернистій або гравійній землі, як правило, уздовж берегів струмків та озер, в фільтраційних потоках, і в інших постійно або часто вологих місцях, іноді в глибоких, вологих або мокрих мохових килимах, де вид може бути неквітучим (тому важко знайти та ідентифікувати). В основному знаходяться в районах з субстратами з приблизно нейтральною або лужною реакцією ґрунту (рН).